# 侯嘉
侯嘉（?—?），西汉济阴郡（今山东省菏泽附近）人。
侯嘉好学明经，在当时以名节著称。汉哀帝时，楚国人龚胜被征召为谏大夫，他向朝廷推荐龚舍、亢父（今山东省济宁市任城区喻屯镇城南张城后村）人宁寿和侯嘉。汉哀帝下诏将他们都征召入朝。侯嘉与龚舍也担任谏大夫，宁寿称病不去就任。